# Vitrea pinteri
Vitrea pinteri is een slakkensoort uit de familie van de Pristilomatidae. De wetenschappelijke naam van de soort is voor het eerst geldig gepubliceerd in 1991 door Riedel & Subai.